# Киллмер, Кара
Кара Киллмер (англ. Kara Killmer, род. 14 июня 1988) — американская актриса, известная благодаря роли Сильви Бретт в сериале NBC «Пожарные Чикаго».
Киллмер родилась в Кроули, штат Техас и в 2010 году окончила Бэйлорский университет. После окончания она переехала в Лос-Анджелес, где снялась в веб-сериале Hulu «Если я могу мечтать». С тех пор она снялась в двух неудачных телевизионных пилотах; Horizon (USA Network, 2013) и Tin Man (NBC, 2014). Осенью 2014 года она присоединилась к третьему сезону сериала NBC «Пожарные Чикаго», сменив Лорен Джерман в роли нового фельдшера.

## Фильмография
| Год                | Название на русском | Название на английском | Роль              | Примечания                |
| ------------------ | ------------------- | ---------------------- | ----------------- | ------------------------- |
| 2012               | В стиле Джейн       | Jane by Design         | Блондинка         | Эпизод: «The Image Issue» |
| 2012               |                     | Prank                  | Бет               | Короткометражный фильм    |
| 2013               |                     | Horizon                | Анна Уэббер       | Пилот                     |
| 2014               |                     | Tin Man                | Алтена            | Пилот                     |
| 2014 — наст. время | Пожарные Чикаго     | Chicago Fire           | Сильви Бретт      | Регулярная роль           |
| 2014 — наст. время | Полиция Чикаго      | Chicago P.D.           | Сильви Бретт      | Второстепенная роль       |
| 2015               | Под маской          | Beyond the Mask        | Шарлотта Холлоуэй |                           |
| 2015 — наст. время | Медики Чикаго       | Chicago Med            | Сильви Бретт      | Второстепенная роль       |